# Waist of the sphere theorem
In der Mathematik ist das sogenannte waist of the sphere theorem (deutsch etwa „Satz über die Taille der Sphäre“), auch waist inequality genannt, eine Ungleichung der euklidischen Geometrie. Sie wurde von dem russisch-französischen Mathematiker Michail Leonidowitsch Gromow bewiesen.

## Ungleichung
Sei {\displaystyle S^{n}\subset \mathbb {R} ^{n+1}} die Einheitssphäre und
{\displaystyle f\colon S^{n}\rightarrow \mathbb {R} ^{q}}
eine stetige Abbildung, {\displaystyle q\leq n}. 
Dann gibt es mindestens ein {\displaystyle y\in \mathbb {R} ^{q}} mit 
{\displaystyle \mathrm {vol} (U_{\varepsilon }(f^{-1}(y)))\geq \mathrm {vol} (U_{\varepsilon }(S^{n-q}))\ {\text{für alle}}\ \varepsilon >0}.
Hierbei bezeichnet {\displaystyle U_{\varepsilon }} die {\displaystyle \varepsilon }-Umgebung und {\displaystyle S^{n-q}\subset S^{n}} den {\displaystyle (n-q)}-dimensionalen Äquator.

## Kombinatorische Version
Zu jeder stetigen Abbildung {\displaystyle F\colon \Delta ^{N-1}\to \mathbb {R} ^{q}} eines {\displaystyle (N-1)}-Simplex in den {\displaystyle \mathbb {R} ^{q}} gibt es ein {\displaystyle y\in \mathbb {R} ^{q}} mit 
{\displaystyle \mid F^{-1}(y)\mid \geq c(q){\dbinom {N}{q+1}}}
für eine nur von {\displaystyle q} abhängende Konstante {\displaystyle c(q)}. 
Insbesondere gibt es zu je {\displaystyle N} Punkten im {\displaystyle \mathbb {R} ^{q}} einen Punkt {\displaystyle y\in \mathbb {R} ^{q}}, der in mindestens {\displaystyle c(q){\tbinom {N}{q+1}}} der {\displaystyle {\tbinom {N}{q+1}}} von diesen {\displaystyle N} Punkten aufgespannten {\displaystyle q}-Simplizes liegt. (Das ist eine auf Bárány zurückgehende Verallgemeinerung eines Satzes von Carathéodory.)

## Geschichte
Die Ungleichung unter gewissen Regularitätsvoraussetzungen an die Abbildung {\displaystyle f} lässt sich mit den 1965 von Almgren entwickelten Methoden der geometrischen Maßtheorie beweisen, wurde von Almgren selbst aber nicht in dieser Form erwähnt. Gromov gab zunächst 1983 einen kurzen geometrischen Beweis für die Existenz einer nicht-expliziten unteren Schranke von {\displaystyle \sup _{y\in \mathbb {R} ^{q}}{\mathcal {H}}^{n-q}(f^{-1}(y))} und schließlich 2003 einen Beweis der Ungleichung in obiger Form mittels algebraischer Topologie. Ein detaillierter Beweis wurde 2011 von Memarian veröffentlicht.